# Fiorello La Guardia

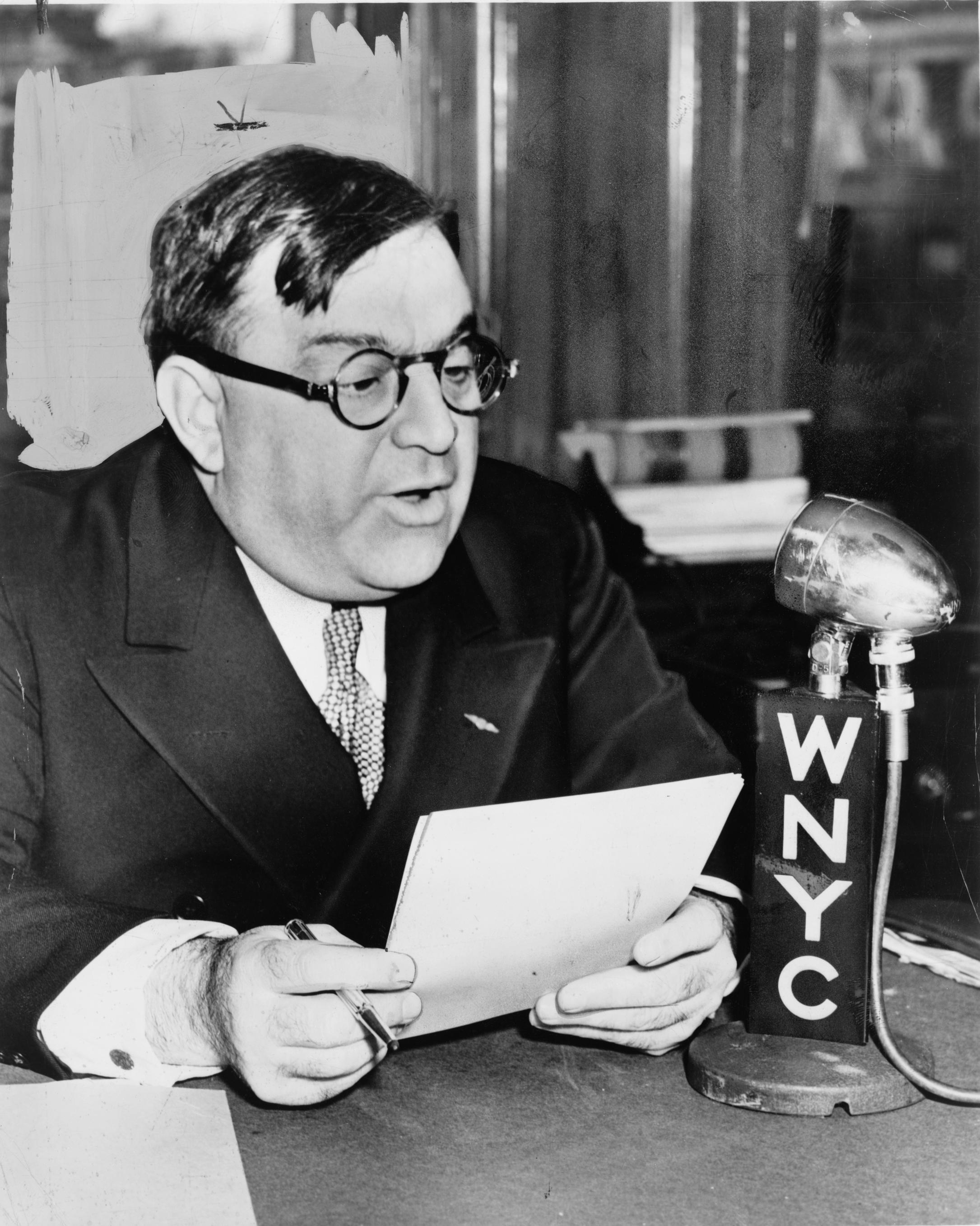
Fiorello LaGuardia 1940.

Fiorello Henry La Guardia, ursprungligen Fiorello Raffaele Enrico La Guardia, född 11 december 1882 i Greenwich Village i New York, död 20 september 1947 i The Bronx, New York, var en amerikansk politiker.

## Biografi
La Guardia var republikansk ledamot av kongressen 1923–1924, men bröt med partiet och återvaldes 1924 genom en valsamverkan mellan liberaler, progressiva och socialister. Han slogs ut i valen 1932 men valdes påföljande år till staden New Yorks borgmästare och innehade detta ämbete under tre perioder, från 1 januari 1934 till 31 december 1945.
År 1946 var han kortvarigt chef för FN:s flyktingbiståndsorgan United Nations Relief and Rehabilitation Administration (UNRRA).
La Guardia var en av USA:s färgstarkaste politiker under mellankrigstiden och representerade politiskt närmast vad som i Europa betecknas som socialdemokrater. Han var 1936 en av de drivande krafterna vid tillkomsten av American Labour Party, Amerikanska arbetarpartiet.
La Guardia bekämpade korruption och gjorde mycket för att förbättra förhållandena i staden. Hans smeknamn var "Little Flower" och blev efter hand en legendarisk borgmästare, mycket populär bland newyorkborna. Han ordnade med så att när en delegation av nazister besökte New York bestod deras poliseskort av enbart judiska poliser, och under en tidningsstrejk läste han upp de tecknade serierna i radio. Vidare döpte han om Sixth Avenue till Avenue of the Americas, men äkta newyorkbor kallar ännu idag avenyn vid dess ursprungliga namn.[källa behövs]

## Uppmärksamhet
Inrikesflygplatsen i New York, i stadsdelen Queens, heter LaGuardia och invigdes 1939.
En populär musikal på Broadway, Fiorello, handlade om hans liv.